# 12497 Ekkehard
12497 Ekkehard este o planetă minoră (asteroid) din centura de asteroizi. A fost descoperită pe 26 martie 1998 la centre de recherches en géodynamique et astrométrie⁠(d) de OCA-DLR Asteroid Survey⁠(d) și a fost numită după Ekkehard Kührt⁠(d). 
Obiectul prezintă o orbită caracterizată de o semiaxă mare de 2,6814919 UAi, o excentricitate de 0,29, o înclinație de 6,8838 ° în raport cu ecliptica.